# Through the Ages: La storia delle civiltà
Through the Ages: La storia delle civiltà (in ceco: Cywilizacja: Poprzez Wieki) è un gioco da tavolo ideato da Vlaada Chvátil e pubblicato dalla Czech Board Games in Repubblica Ceca nel 2006.
L'ambientazione è lo sviluppo della civilizzazione, i giocatori controllano ognuno una propria civiltà e i suoi vari aspetti (cultura, governo, leadership, religione e scienza). Il gioco ha vinto diversi premi tra cui l'International Gamer’s Award nel 2007 e il Gioco dell'anno in Polonia nel 2010..
Nel 2015 è stata pubblicata una nuova edizione Through the Ages: Rivivi la storia della civiltà (Through the Ages: Nový příběh civilizace), con nuove illustrazioni e alcune modifiche alle regole. 

## Storia editoriale
Dopo essere presentato per alla Fiera di Essen nel 2006, esaurendo il limitato numero di copie disponibili i diritti del gioco vengono acquistati per la lingua inglese dalla Eagle Game che ne pubblica tre edizioni, migliorandone man mano i materiali. In Italia la prima edizione è stata pubblicata dalla Raven Distribution.
Basandosi sui dati statistici delle partite giocate sul sito www.boardgaming-online.com, l'autore ha rivisto le regole del gioco, per meglio equilibrarlo. Molte carte sono state cambiate, eliminate o aggiunte (per esempio la potenza di Napoleone è stata notevolmente ridotta, l'effetto di Gengis Khan reso più flessibile), le tattiche militari rese copiabili da un turno all'altro, sostituire un leader restituisce l'azione civile spesa, eliminati i sacrifici nelle aggressioni e guerre. È stata inoltre rivista completamente la grafica con nuove illustrazioni, che sono state anche aggiunte a carte che in precedenza non le avevano. La nuova edizione è stata pubblicata nel 2015 e in Italia è stata localizzata dalla Cranio Creations nel 2016.
Nel 2017 è stata pubblicata un'app per Android e iOS che permette di giocare il gioco in solitario contro giocatori controllati dal computer, contro altri giocatori inlocale in modalità pass and play oppure online contro altri giocatori. Il 26 marzo 2018 ne è stato rilasciato il porting per PC su Steam.

## Descrizione
La descrizione che segue è basata sul regolamento di Through the Ages: Rivivi la storia della civiltà

### Componenti
I componenti del gioco sono:
- Due serie di mazzi (civile e militare) ognuna delle quali composte da un mazzo diviso in ere: Antica, I, II e III (nel gioco c'é una IV era ma per essa non vi sono carte).
- Plancia della cultura per tracciare il numero di punti cultura e il tasso di cultura di ogni civiltà
- Plancia della scienza per tracciare il numero di punti scienza e il tasso di scienza di ogni civiltà
- Plancia militare per tracciare il livello di forza di ogni civiltà e le tattiche militari usate e disponibili
- Quattro plance dei giocatori (per tenere traccia dei segnalini popolazione e risorse)
- Vari segnalini (risorse, popolazione, ecc..)

### Gioco
Il gioco si svolge a turni durante i quali ogni giocatore compie le sue azioni. Il turno è a sua volta suddiviso in quattro fasi: Sequenza di inizio turno, Fase militare, Fase Azioni e Sequenza di fine turno. Fa eccezione il primo turno nel quale si svolge solo una Fase Azione nella quale i giocatori possono solo acquistare carte civili.
Per aver successo il giocatore deve controllare tutta una serie di risorse: avere abbastanza "facce felici" in rapporto al numero di lavoratori, produrre cibo a sufficienza per la popolazione, cercare di mantenersi al passo con gli altri giocatori nello sviluppo dell'esercito (per evitare di finire preda di aggressioni o guerre), produrre scienza a sufficienza per sviluppare nuove tecnologie e risorse per costruirle. 
Il numero di azioni che si possono compiere in un turno è legato principalmente al tipo di governo posseduto, ma anche alcuni leader, meraviglie o tecnologie speciali possono aggiungere azioni civili o militari.

#### Fase di inizio turno
Nella fase di inizio turno si riempie nuovamente la fila delle carte civili a disposizione per l'acquisto, facendo eventualmente scattare la fine di un'era, si risolvono le guerre dichiarate nel turno precedente e si rendono disponibili a tutti i giocatori le carte tattica giocate nel turno precedente.
Al termine del turno dell'ultimo giocatore si risolvono tutte le carte eventi rimanenti e il giocatore con più punti cultura viene dichiarato vincitore.

#### Fase politica
Nella fase politica si può compiere una delle seguenti azioni:
- Aggiungere al mazzetto delle carte evento future una delle sue care evento e quindi rivelare la carta evento in cima alle carte evento correnti. Gli eventi sono di vario tipo, i primi sono sempre favorevoli (aggiungere risorse, permettere di guadagnare gratuitamente un edificio, ecc..), i successivi possono essere positivi per alcuni e negativi per altri (generalmente positivi per chi ha la maggior forza militare e negativi per chi ha la minore), del tutto negativi (per esempio piaga rimuove tutte le riserve di cibo) oppure la scoperta di un'isola che fornisce delle risorse una tantum e un piccolo bonus legato alle risorse fornite. Nel caso dell'isola, questa viene assegnata mediante un'asta di forze militari, e in tal caso chi impegna la forza maggiore ottiene l'isola.
- Giocare un'aggressione contro un avversario che abbia una potenza militare inferiore. Questo può difendersi scartando carte militari in numero sufficiente ad aumentare temporaneamente la sua forza militare fino ad un valore pari a quella dell'attaccante. L'effetto di un'aggressione riuscito possono essere per esempio la distruzione di edifici avversari o l'impossessarsi di sue risorse.
- Dichiarare una guerra contro un avversario. In questo caso gli effetti sono risolti all'inizio del turno successivo dell'attaccante nella sua fase di inizio turno. Vince la guerra il giocatore che ha la forza militare maggiore in quel momento. L'attaccante e il difensore hanno quindi un turno di tempo per aumentare le proprie forze militari. Gli effetti della guerra sono simili a quelli di un'aggressione, ma generalmente aumentano in proporzione della differenza di forza militare tra vincitore e vinto.
- Proporre un patto ad un altro giocatore. Se il patto viene accettato entrambi i giocatori ottengono il beneficio indicato sulla carta.
- Arrendersi, cioè dichiarare che si rinuncia a proseguire la partita. La partita prosegue finché rimane un solo giocatore, che viene così dichiarato vincitore.

#### Fase azioni
Nella fase azioni il giocatore può compiere un numero di azioni dipendente dal numero di azioni civili e militari concesse dal suo governo. Ogni azione costa una o più azioni civili (o militari). Le azioni sono:
- Prendere una carta azione civile dalla fila delle carte. Questa azione può costare da una a tre azioni a seconda della posizione della carta: le più vecchie costano un'azione civile, quelle inserite per ultime nella fila tre azioni civili, quelle intermedie due. Tutte le carte possono essere immediatamente utilizzate, ad eccezione delle carte sviluppo (che possono essere giocate solo a partire dal turno successivo) e le carte meraviglia (che entrano in gioco automaticamente, ma costano un numero di azioni civili aggiuntivo pari a quello delle meraviglie già possedute).
- Aumentare la popolazione: pagare un'azione civile e spostare un segnalino popolazione dalla riserva all'area dei lavoratori inutilizzati. Per farlo si deve pagare anche un certo numero di risorse cibo che aumenta con il crescere dei lavoratori che si hanno già in gioco.
- Sviluppare una tecnologia: pagare un'azione civile e mettere in gioco una tecnologia precedente presa dalla fila delle carte civili pagando il suo costo in punti scienza. Questa può essere un edificio urbano (teatro, tempio, laboratorio, biblioteca o arena), una miniera o fattoria, un tipo di carta militare (fanteria, artiglieria, cavalleria, aviazione) o una tecnologia speciale (legge, guerra, esplorazione, costruzione). Le carte tecnologia speciale hanno effetto immediatamente, mentre le altre forniscono la possibilità di costruire un'unità di quel tipo, ma per ottenerne i benefici occorre piazzarci almeno un lavoratore. Carte dello stesso tipo ma di ere differenti concedono migliori benefici ma hanno anche un costo in punti scienza maggiore. Le carte tecnologia governo messe in gioco in questa maniera pagano il prezzo pieno, altrimenti vedi sotto il punto "Guidare una rivoluzione".
- Costruire una fattoria, miniera o edificio urbano: pagare un'azione civile e piazzare un lavoratore inutilizzato sulla carta pagando il costo di costruzione in risorse.
- Migliorare una fattoria, miniera o edificio urbano: pagare un'azione civile e spostare un lavoratore da una fattoria/miniera/edificio urbano di un'era precedente ad un altro di un'era più avanzata. Si paga la differenza tra il costo di creazione dell'edizione di era superiore e quello di era inferiore.
- Distruggere una fattoria, miniera o edificio urbano: pagare un'azione civile e spostare un lavoratore da una fattoria/miniera/edificio urbano all'area lavoratori inutilizzati.
- Costruire uno stadio di una meraviglia: pagare un'azione civile e il numero di risorse richiesto dalla meraviglia in costruzione. Le carte tecnologia speciale di tipo costruzione permettono di costruire più stadi di una meraviglia con un'unica azione civile. Una volta completata la meraviglia questa fornisce il suo bonus (per esempio le Piramidi forniscono un'azione civile in più, la Biblioteca di Alessandria fornisce un punto cultura e un punto scienza a ogni turno e in più la possibilità di avere una mano di carte civili e militari con una carta in più. Le meraviglie dell'ultima era danno invece punti cultura immediatamente dipendenti da varie condizioni, per esempio Internet un numero pari all'ammontare di punti scienza prodotti o il volo spaziale un punto cultura per il livello di ogni carta tecnologia posseduta).
- Giocare una carta tattica: pagare un'azione militare e mettere in gioco una carta tattica, che concede un bonus alla forza militare se si ha in gioco il tipo e numero di forze militari indicate sulla carta. La tattica giocata è "privata" del giocatore che l'ha giocata fino al suo prossimo turno, dopodiché diventa pubblica e ogni altro giocatore può copiarla.
- Copiare una tattica: pagare due azioni militare e adottare una carta tattica pubblica.
- Costruire un'unità militare: pagare un'azione militare e piazzare un lavoratore inutilizzato su una carta tecnologia militare, pagando il costo in risorse richiesto.
- Migliorare un'unità militare: pagare un'azione militare e spostare un lavoratore da una carta tecnologia militare a una dello stesso tipo ma di era superiore. Si paga un costo risorse pari a quello della differenza tra il costo di costruzione dell'unità più avanzata e quello di quella inferiore.
- Congedare un'unità militare: spostare un lavoratore da una carta tecnologia militare all'area dei lavoratori inutilizzati.
- Giocare un leader: spendere un'azione civile e mettere un gioco un leader, sostituendo quello già in gioco se ce n'era uno (in questo caso l'azione civile viene restituita).
- Guidare una rivoluzione: si devono avere a disposizione tutte le azioni civili che vanno tutte spese. Cambia il tipo di governo mettendo in gioco a costo ridotto una carta tecnologia governo.

#### Sequenza di fine turno
Nella sequenza di fine turno si eseguono una serie di operazioni di mantenimento, scarto delle carte militari in eccesso al numero massimo, produzione di cibo, risorse, punti scienza e cultura, e pesca di carte militari. In questa fase il giocatore può perdere risorse o cibo se non le ha utilizzate a sufficienza nelle fasi di gioco, e persino affrontare una rivolta (e quindi non produrre risorse) se i lavoratori scontenti sono più di quelli inutilizzati.